# Isabela Aragonská (1470–1524)

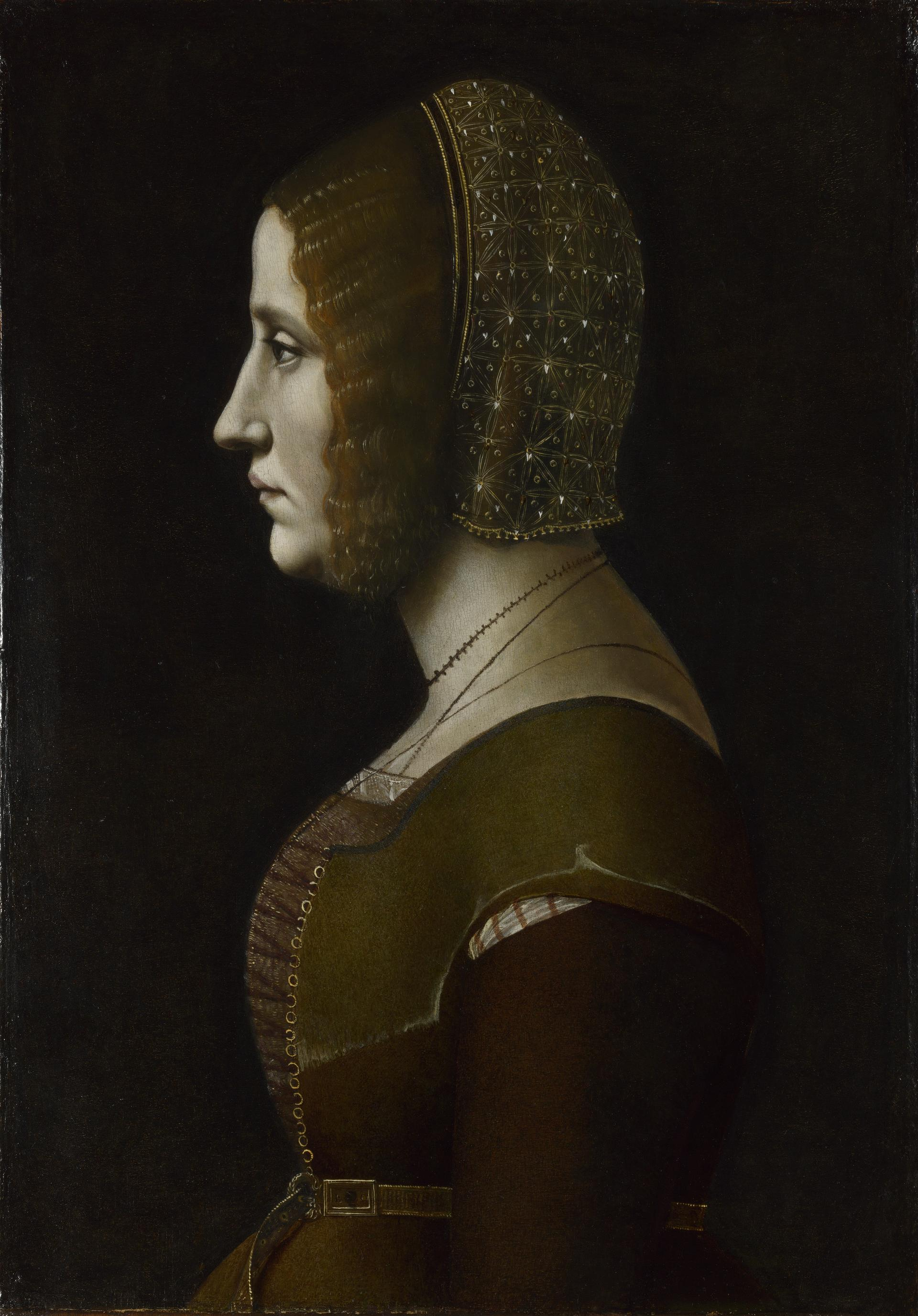
Giovanni Ambrogio de Predis, c. 1495–1499, National Gallery (London)

Isabela Aragonská (2. října 1470, Neapol – 11. února 1524, Neapol) byla neapolská princezna, vnučka krále Ferdinanda I. a dcera Alfonsa II. V letech 1489 až 1494 milánská vévodkyně, 1499 až 1524 vévodkyně z Bari a princezna z Rossana. Po smrti svého bratra Ferdinanda II. se stala pretendentkou titulu Jeruzalémský král v neapolské linii.

## Biografie
Pocházela ze španělského rodu Trastámarů, panujícího v Aragonii, Neapoli a na Sicílii. Stala se manželkou milánského vévody Gian Galeazza Sforzy; po jeho smrti sídlila v Bari, obklopena představiteli italské renesance. Angažovala se v rozvoji školství – hojně obdarovávala místní školy. Její syn Francesco Maria Sforza (zemřel jako mladý) nosil titul nástupce milánského trůnu, její dcera Bona se stala manželkou polského krále Zikmunda I. Starého.

### Manželství
Již v roce 1472, když byly princezně dva roky, bylo naplánováno manželství Isabely s jejím bratrancem Gian Galeazzem Sforzou, synem milánského vévody Galeazza Maria Sforzy a jeho manželky Bony Savojské. Protože byli snoubenci úzce spřízněni, byl ke sňatku zapotřebí papežské dispense, které bylo u papeže Sixta IV. snadno dosaženo. 30. dubna roku 1480 byla manželská smlouva ratifikována. V srpnu roku 1488 přijel do Neapole vyslanec Sforzů Agostino Calco s cílem dohodnout poslední detaily smlouvy a průběhu svatebních obřadů. Přijel v době skonu Isabeliny matky Ippolity Marie. Přes povinný smutek rozhodl aragonský král Ferdinand II. svatbu neodkládat.
V prosinci téhož roku přicestovalo milánské poselstvo v čele s ženichovým bratrem Ermesem do Neapole, kde se 23. prosince uskutečnil obřad per procura (v zastoupení), jak bylo tehdy zvykem. Po Vánocích se vydala Isabela se svou svitou vstříc setkání se svým manželem. 18. ledna roku 1489 přibyla do Janova, kde si odpočala před cestou do Tortony, kde již na ni čekal Gian Galeazzo. K jejich setkání došlo 24. ledna, 1. února se Isabela vydala do Milána, kde se následujícího dne uskutečnil svatební obřad.
13. ledna roku 1490 se v Sala Verde v Castello Sforzesco uskutečnilo u příležitosti svatby Isabely s Gian Galleazem alegorické představení Il Paradiso na libreto Bernarda Bellincioniho; scénografie a kostýmy byly dílem Leonarda da Vinci.
Z manželství Isabely a Gian Galleaza vzešly čtyři děti – syn a tři dcery:
- Francesco Maria (30. ledna 1491 – leden 1512), po smrti svého otce v roce 1494 vévoda milánský (1494-1512), zemřel na následky pádu s koně;
- Ippolita Maria (26. ledna 1493 – 1501), zemřela jako dítě;
- Bona (2. února 1494 – 19. listopadu 1557), jako druhá manželka polského krále Zikmunda I. Starého polská královna a litevská velkokněžna;
- Bianca Maria (únor 1495 – srpen 1496), zemřela jako dítě;

### První léta v Miláně
Krátce po svatbě se manželé vypravili do Pavie, kde jim strýc Gian Galeazza, milánský regent Mediolanu Lodovico Sforza, připravil sídlo. Vztahy Isabely s Lodovicem nebyly nejlepší, princezna se ale spřátelila s jeho milenkou Cecilií Gallerani. Ani manželské soužití Isabelino nebylo zpočátku zdařilé, Gian Galeazzo se neměl k naplnění manželství. V dubnu roku 1490 se zvěsti o stálém Isabelině panenství donesly na uherský dvůr k její tetě Beatrix Neapolské. Krátce nato se Gian Galeazzo rozhodl žít s manželkou a již v květnu Isabela otěhotněla. 30. ledna roku 1491 přivedla na svět syna, jenž dostal jméno Francesco na počest svého děda, Francesca I. Sforzy.
Konflikt mezi Isabelou a Lodovicem postupně stále více sílil. Ludovico přidělil Isabele ponuré komnaty, jež jí měly znechutit pobyt v Miláně. Vzal na sebe rovněž závazek výchovy Francesca, čímž ho izoloval od rodičů. Když nepomohlo naléhání na Lodovica, pokusila se Isabela sblížit s jeho manželkou Beatricí d'Este, kterou přemluvila k odsunutí Lodovicovy milenky Cecilie Gallerani od dvora.

### Izolace od dvora

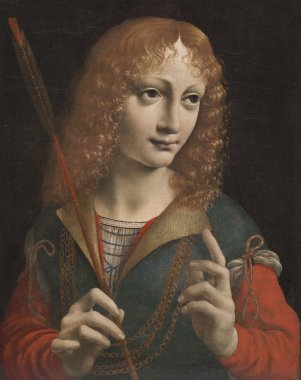
Gian Galeazzo Sforza, manžel Isabely Aragonské

Na podzim roku 1492 vypukl skandál, když Isabela byla obviněna z pokusu vraždy. Poté, co se princezna dozvěděla, že Gian Galeazzo zahrnuje obzvláštní pozorností milence zvaného Rozone, měla navést sloužící, aby otrávili princova favorita, obviněného Isabelou z navádění prince k nevázanosti. Ludovico využil incidentu k tomu, aby celkově zdiskreditoval Isabelu, která od té doby žila v úplné izolaci – objevovala se výlučně při oficiálních příležitostech. Když 26. ledna roku 1493 Isabela porodila dceru Ippolitu, neměla tato událost žádný ohlas, na rozdíl od narození Lodovicova syna Ercola Massimiliana. 2. února 1494 ve Vigevanu porodila princezna další dceru, Bonu Marii. Datum narození tohoto dítěte je známé z vlastnoručních zápisků princezny v její modlitební knížce, kde ovšem je uvedeno nesprávně, jako by se Bona narodila v únoru 1495. V té době se u churavého Gian Galleaza objevily opět žaludeční potíže, které vedly až k jeho smrti 21. října 1494. 22. října šlechta prohlásila novým vládcem Milána Lodovica Sforzu.

### Problémy po smrti manžela
Po smrti Giana Galeazza Lodovico navrhl Isabele, aby spolu s dětmi přesídlila do milánského hradu. Během pobytu v Miláně byla Isabela pod dohledem, jenž jí znemožňoval kontakt se světem. V únoru roku 1495 porodila pohrobka, nejmladší dceru Biancu Marii. V tomtéž roce zemřel její otec Alfons II., o rok později, v roce 1496 její bratr Ferdinand II. Krátce nato zemřela i osmnáctiměsíční Bianca Maria. V roce 1496 zemřely i tři děti Lodovicovy: Galeazzo, Leone a Bianca Giovanna a přítomnosti Isabely s dětmi začala vládci Milána vadit. Princezna se přestěhovala do dávného paláce Sforzů u milánské katedrály, zanechavši u Lodovicova dvora syna Francesca. V roce 1499 po útoku francouzského krále Ludvíka XII. prchl Lodovico do exilu. U obyvatel Milána narůstala popularita Isabelina syna, kterého však král vzal s sebou do Francie. Princezna dostala od krále skromnou penzi a vydala se do Neapole. Cestou do svého rodného města navštívila příbuzné v Mantově a Bologni. V polovině února roku 1500 pobývala v Římě u svého bratra Alfonsa, manžela dcery papeže Lukrecie Borgii.

### Převzetí vlády v Bari

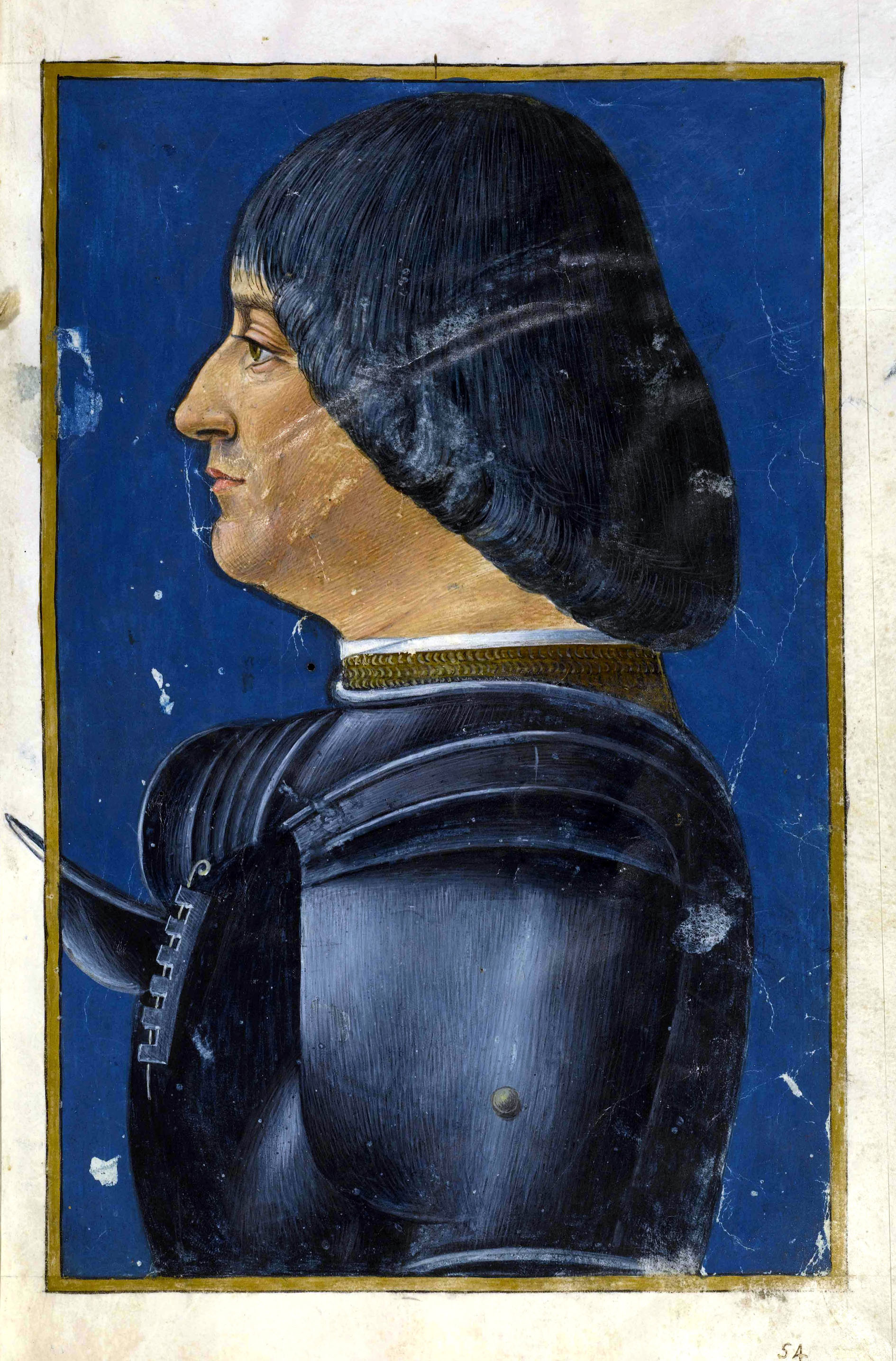
Ludovico Sforza

Porážka a zajetí Lodovica v bitvě u Novary zlepšily majetkovou situaci Isabelinu. Neapolský král Federico I. přiměl vazaly Sforzy složit jí hold a ona se pokusila bojovat o vládu v Miláně pro svého syna, v čemž jí pomáhala její švagrová Bianca Maria; toho konání však nevedlo k úspěchu.
Po válce Federica s francouzským králem pobývala Isabela i s dětmi na ostrově Ischia. Tam v roce 1501 zemřela její osmiletá dcerka Ippolita.
Po jednáních se zástupci Španělska získala princezna získala potvrzení privilegií v Bari a Rossanu, v zemích, které jí kdysi věnoval Lodovico; převzala je v dubnu roku 1502 a přestěhovala se s dcerou a dvorem do zámku v Bari. Záhy, v červnu téhož roku, znovu vypukla válka mezi Francií a Španělskem a Isabela se na jistý čas vydala do Neapole. Zakrátko se vrátila do Bari a vzala s sebou syna Alfonse a Lukrecie, prince Rodriga, jehož jí svěřili na vychování. Po převzetí Bari se zabývala administrativními záležitostmi a bojem o ztracený majetek. Na jejím dvoře pobývala řada básníků a jiných renesančních umělců. Starala se o výchovu své jediné dcery, jež jí zůstala; její vzdělání vedli Christostom Colonna a Antonio Galateo. Podporovala rozvoj školství, hudby i literatury ve vévodství.

### Choroba dcery a smrt syna

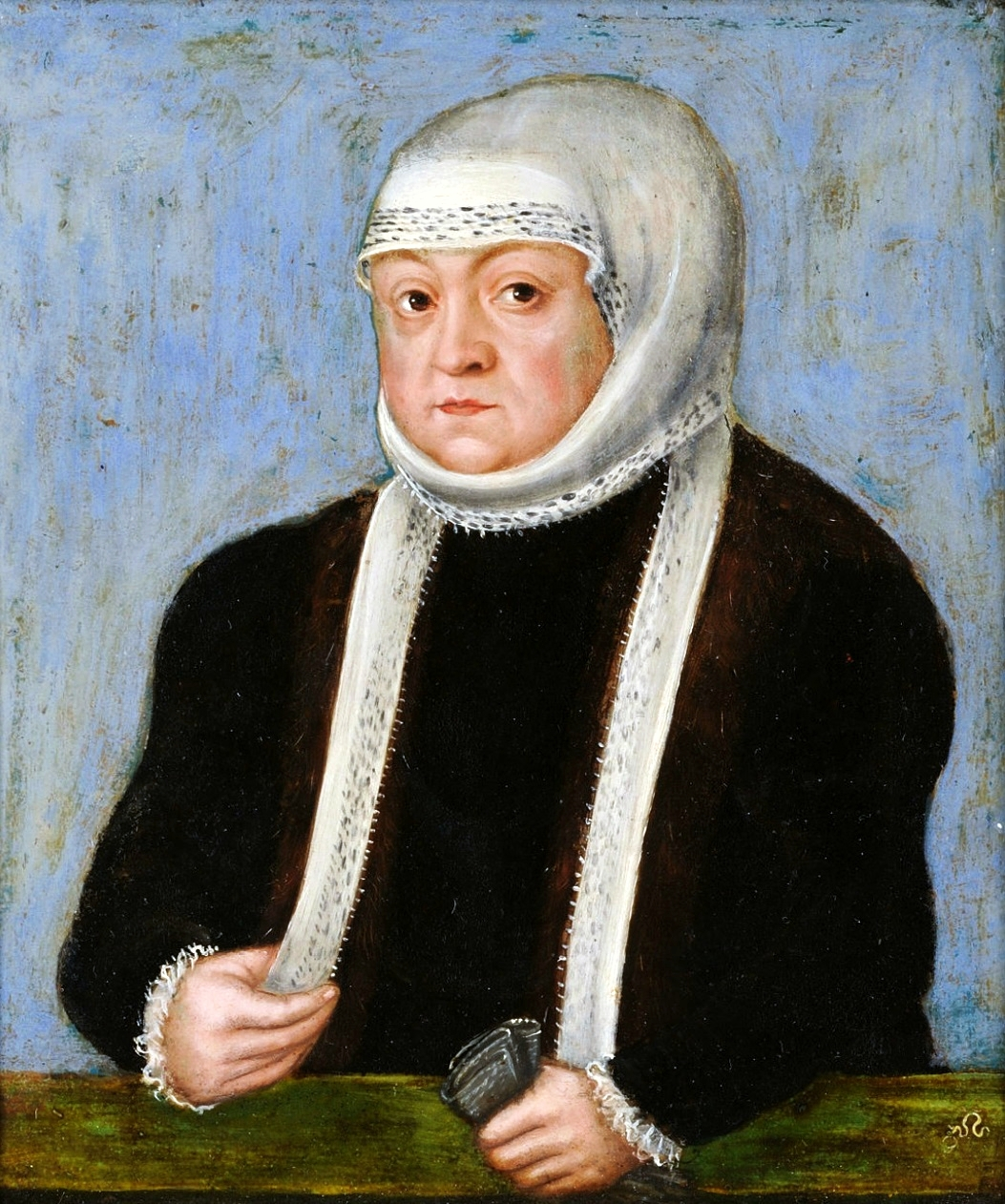
Bona Sforza, dcera Isabely Aragonské

V roce 1510 vážně onemocněla jediná Isabelina dcera, Bona Marie. Vévodkyně se uchýlila do kláštera Santa Maria della Nuova s prosbou o modlitbu za zdraví nemocné princezny. Když se Bona uzdravila, obě se vypravily na pouť do kláštera, kde složily děkovné dary. V lednu roku 1512 se vévodkyně dověděla o tragické smrti svého jediného syna Francesca, který zemřel po pádu s koně při lovu. V srpnu téhož roku zemřel v Bari i Isabelin chovanec, princ Bisceglie Rodrigo. Po smrti syna se Isabela zcela věnovala výchově svého jediného přeživšího dítěte, dcery Bony. Plánovala její manželství s Massimilianem Sforzou, synem Ludovica, který přebýval v Innsbrucku na dvoře císaře Maxmiliána I.; chtěla jí tak zajistit vládu v Miláně. Proto se Isabela obrátila v roce 1515 na městskou radu, aby jí schválila příspěvek na Boninu záležitost. 5. ledna bylo rozhodnuto o vyplacení 18 000 dukátů princezně. Když Massimiliano otálel s ženitbou, vyslala Isabela do Říma žádost o pomoc. Řím v té době plánoval provdat Bonu za bratra savojského vévody Filipa. Nakonec však ani jeden z těchto plánů nevyšel.

### Manželství dcery seZikmundem I. Starým
Když v roce 1515 zemřela po krátkém manželství žena Zikmunda I. Starého, Barbora Zápolská, projevil král zájem oženit se s Isabelinou dcerou Bonou. Vévodkyně vyslala Vídně dceřina vychovatele Christostoma Colonnu, aby tam dbal na princezniny zájmy. 6. prosince roku 1517 se vévodkyně účastnila svatby per procura Bony a Zikmunda; na svatební oslavy bylo pozváno mnoho představitelů italské aristokracie. Podle manželské smlouvy měla Isabela jako Bonino věno vyplatit králi 100 000 dukátů čistého zlata a nesměla od tohoto okamžiku prodávat své statky, které po její smrti měla Bona zdědit. Vévodkyně hradila i náklady na cestu dcery do Krakova. 3. února roku 1518 se Isabela rozloučila s Bonou, svým jediným dítětem, která opustila Neapol a vydala se na cestu do svého nového domova v královském zámku na Wawelu v Krakově. Na památku rozloučení nechala vyrýt do kamene Boninu šlépěj a nápis: Zde stanula polská královna, když se loučila s Donnou Isabelou, svou matkou, milánskou vévodkyní.

### Spor o dědictví po Johaně Neapolské
Koncem roku 1518 se Isabela vypravila do Polska za dcerou, která čekala své první dítě. (Dcera, narozená 18. ledna 1519 dostala po babičce jméno Isabela). Vévodkyně však k dceři nedorazila kvůli smrti své tety, královny Johany Neapolské (1478–1518). Johana odkázala Isabele sporný majetek, který si částečně nárokoval rovněž španělský král Karel V. Aby se domohla tetina odkazu, musela se vévodkyně obrátit na neapolský nejvyšší soud. Obrátila se s prosbou o pomoc na svého zetě, polského krále Zikmunda, který vyslal do Španělska svého tajemníka Jana Dantyszka. Pomáhaje Isabele, měl král naději, že při vyhraném procesu se rychleji dočká vyplacení Bonina věna. Když se záležitost nehýbala z místa, poslal král v dubnu roku 1520 ke Karlovi Hieronima Łaskiego, i tato mise však skončila nezdarem. Příležitost se naskytla, když se Dantyszkovi podařilo setkat se s císařem. Cestou se královský tajemník zdržel ve Španělsku, kde 24. února roku 1523 jednal o dědictví s kancléřem Gattinarou. V červenci 1523 Zikmund vyslal k Isabele svého tajemníka Ludwika Decjusza, aby pomohl vévodkyni v řešení přetrvávajícího konfliktu.
Isabela Aragonská se vyřešení celé záležitosti nedočkala: na počátku října roku 1523 vážně onemocněla, počátkem února následujícího roku se její stav výrazně zhoršil a 11. února 1524 Isabela zemřela.
Pochována byla v kostele San Domenico Maggiore v Neapoli. Na její sarkofág bylo umístěno čtyřverší Hieronima Sforzy, označující Isabelu za potomka sta králů. Nápis tak upomínal na starobylost jejího rodu, který po přeslici pocházel od Karla Velikého

### Isabela jako Mona Lisa?
Teorie některých badatelů označují Isabelu za jednu z možných předloh portrétu Mony Lisy Leonarda da Vinci (1452–1519). Uvádí se rovněž dokonce, že se za Mistra Leonarda tajně provdala a porodila mu dva syny a tři dcery.
Zastánci této teorie vycházejí z toho, že Leonardo da Vinci byl 11 let dvorním malířem milánského vévodského dvora. Podoba temně zeleného oděvu Mony Lisy má naznačovat, že jde o členku domu Sforza a podle této teorie jde o první oficiální portrét nové milánské vévodkyně, který měl být namalován na jaře nebo na podzim roku 1489 (nikoli v roce 1503).

## Vývod z předků
|                   |                          |  |                    |                               |  |  |  |  |  |  |  | Ferdinand I. Aragonský |
|                   |                          |  |                    |                               |  |  |  |  |  |  |  |                        |
|                   | Alfons V. Aragonský      |  |                    |                               |  |  |  |  |  |  |  |                        |
|                   |                          |  |                    |                               |  |  |  |  |  |  |  |                        |
|                   |                          |  |                    | Eleonora z Alburquerque       |  |  |  |  |  |  |  |                        |
|                   |                          |  |                    |                               |  |  |  |  |  |  |  |                        |
|                   | Ferdinand I. Neapolský   |  |                    |                               |  |  |  |  |  |  |  |                        |
|                   |                          |  |                    |                               |  |  |  |  |  |  |  |                        |
|                   |                          |  |                    | Henrique Carlino              |  |  |  |  |  |  |  |                        |
|                   |                          |  |                    |                               |  |  |  |  |  |  |  |                        |
|                   | Giraldona Carlino        |  |                    |                               |  |  |  |  |  |  |  |                        |
|                   |                          |  |                    |                               |  |  |  |  |  |  |  |                        |
|                   |                          |  |                    | Isabela                       |  |  |  |  |  |  |  |                        |
|                   |                          |  |                    |                               |  |  |  |  |  |  |  |                        |
|                   | Alfons II. Neapolský     |  |                    |                               |  |  |  |  |  |  |  |                        |
|                   |                          |  |                    |                               |  |  |  |  |  |  |  |                        |
|                   |                          |  |                    | Déodat II. de Clermont-Lodève |  |  |  |  |  |  |  |                        |
|                   |                          |  |                    |                               |  |  |  |  |  |  |  |                        |
|                   | Tristan de Clermont      |  |                    |                               |  |  |  |  |  |  |  |                        |
|                   |                          |  |                    |                               |  |  |  |  |  |  |  |                        |
|                   |                          |  |                    | Isabela de Roquefeuil         |  |  |  |  |  |  |  |                        |
|                   |                          |  |                    |                               |  |  |  |  |  |  |  |                        |
|                   | Isabella z Chiaromonte   |  |                    |                               |  |  |  |  |  |  |  |                        |
|                   |                          |  |                    |                               |  |  |  |  |  |  |  |                        |
|                   |                          |  |                    | Raimondo Orsini del Balzo     |  |  |  |  |  |  |  |                        |
|                   |                          |  |                    |                               |  |  |  |  |  |  |  |                        |
|                   | Kateřina Tarantská       |  |                    |                               |  |  |  |  |  |  |  |                        |
|                   |                          |  |                    |                               |  |  |  |  |  |  |  |                        |
|                   |                          |  |                    | Marie Enghienská              |  |  |  |  |  |  |  |                        |
|                   |                          |  |                    |                               |  |  |  |  |  |  |  |                        |
| Isabela Aragonská |                          |  |                    |                               |  |  |  |  |  |  |  |                        |
|                   |                          |  |                    |                               |  |  |  |  |  |  |  |                        |
|                   |                          |  | Giovanni Attendolo |                               |  |  |  |  |  |  |  |                        |
|                   |                          |  |                    |                               |  |  |  |  |  |  |  |                        |
|                   | Muzzio Attendolo Sforza  |  |                    |                               |  |  |  |  |  |  |  |                        |
|                   |                          |  |                    |                               |  |  |  |  |  |  |  |                        |
|                   |                          |  |                    | Elisa Petraccini              |  |  |  |  |  |  |  |                        |
|                   |                          |  |                    |                               |  |  |  |  |  |  |  |                        |
|                   | Francesco I. Sforza      |  |                    |                               |  |  |  |  |  |  |  |                        |
|                   |                          |  |                    |                               |  |  |  |  |  |  |  |                        |
|                   |                          |  |                    |                               |  |  |  |  |  |  |  |                        |
|                   |                          |  |                    |                               |  |  |  |  |  |  |  |                        |
|                   | Lucie Terzaniová         |  |                    |                               |  |  |  |  |  |  |  |                        |
|                   |                          |  |                    |                               |  |  |  |  |  |  |  |                        |
|                   |                          |  |                    |                               |  |  |  |  |  |  |  |                        |
|                   |                          |  |                    |                               |  |  |  |  |  |  |  |                        |
|                   | Ippolita Maria Sforzová  |  |                    |                               |  |  |  |  |  |  |  |                        |
|                   |                          |  |                    |                               |  |  |  |  |  |  |  |                        |
|                   |                          |  |                    | Jan Galeáš Visconti           |  |  |  |  |  |  |  |                        |
|                   |                          |  |                    |                               |  |  |  |  |  |  |  |                        |
|                   | Filip Maria Visconti     |  |                    |                               |  |  |  |  |  |  |  |                        |
|                   |                          |  |                    |                               |  |  |  |  |  |  |  |                        |
|                   |                          |  |                    | Kateřina Viscontiová          |  |  |  |  |  |  |  |                        |
|                   |                          |  |                    |                               |  |  |  |  |  |  |  |                        |
|                   | Blanka Marie Viscontiová |  |                    |                               |  |  |  |  |  |  |  |                        |
|                   |                          |  |                    |                               |  |  |  |  |  |  |  |                        |
|                   |                          |  |                    | Q61636583                     |  |  |  |  |  |  |  |                        |
|                   |                          |  |                    |                               |  |  |  |  |  |  |  |                        |
|                   | Agnese del Maino         |  |                    |                               |  |  |  |  |  |  |  |                        |
|                   |                          |  |                    |                               |  |  |  |  |  |  |  |                        |
|                   |                          |  |                    |                               |  |  |  |  |  |  |  |                        |
|                   |                          |  |                    |                               |  |  |  |  |  |  |  |                        |